# Blazer

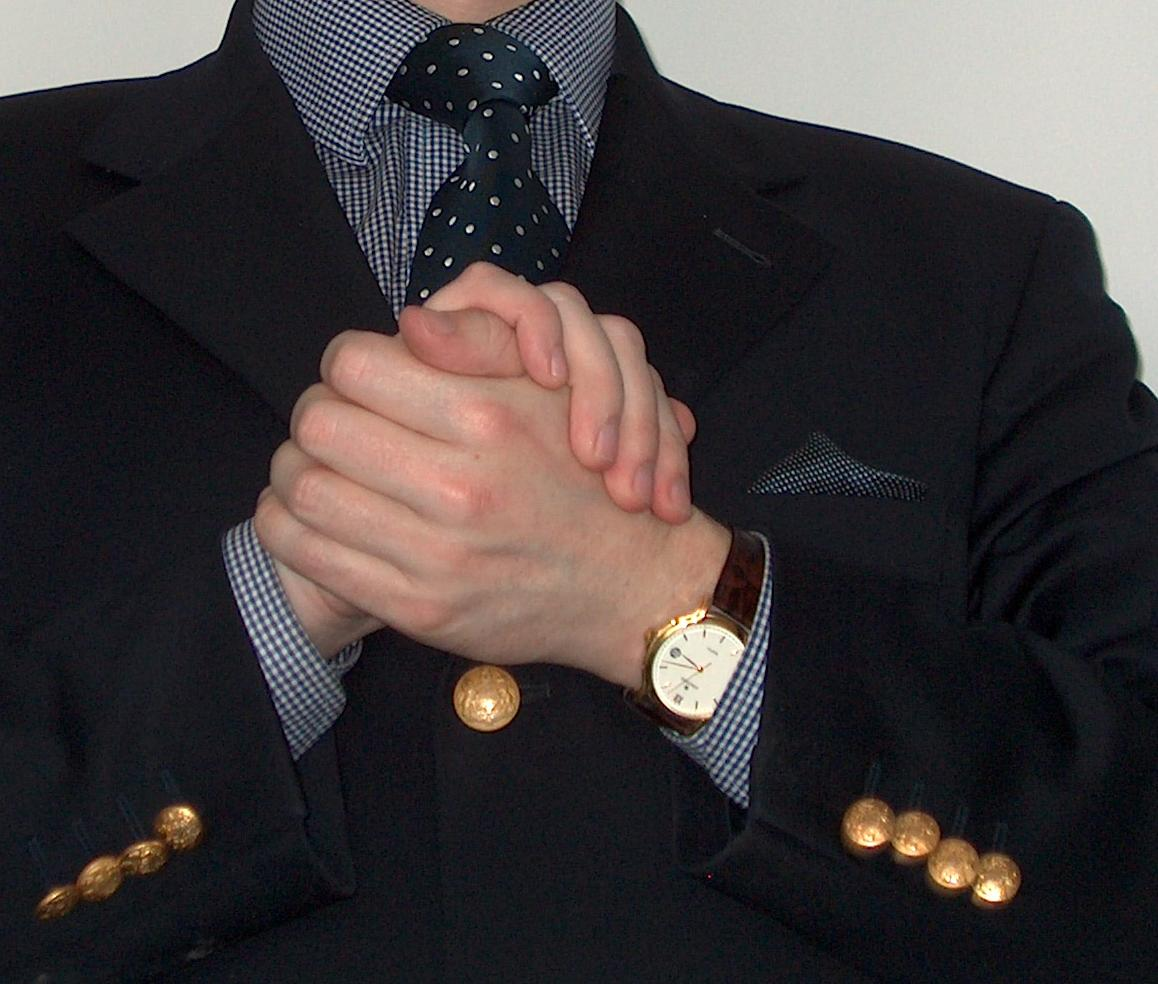
Blazer.

Blazer (oftast uttalat bläser) är en enkel- eller dubbelknäppt uddakavaj, alltså en kavaj som inte ingår i en kostym. Blazern kom ursprungligen från England där den fortfarande används i skoluniformen. Plagget är antingen enfärgat eller traditionellt rutmönstrat eller randigt. 
Om en blazer har ett emblem dekorerat på bröstfickan kallas den klubbjacka eller club-blazer Klubbjacka bars av cricketspelare från Eton och Cambridge. Det sägs att blazern ursprungligen uppkallades efter det brittiska fartyget HMS Blazer och dess besättning som bar plagget under drottning Victorias kröning 1837.